# Buccinum wakuii
Buccinum wakuii is een slakkensoort uit de familie van de Buccinidae. De wetenschappelijke naam van de soort is voor het eerst geldig gepubliceerd in 1980 door Ito & Habe.